# Costus muluensis
Costus muluensis är en enhjärtbladig växtart som beskrevs av Meekiong, Ipor och Tawan. Costus muluensis ingår i släktet Costus och familjen Costaceae. Inga underarter finns listade.